# Cymothoe umbrina
Cymothoe umbrina är en fjärilsart som beskrevs av James John Joicey och Talbot 1921. Cymothoe umbrina ingår i släktet Cymothoe och familjen praktfjärilar. Inga underarter finns listade i Catalogue of Life.